# Attentat du 8 juin 2016 à Tel Aviv
L’attentat de Tel Aviv du 8 juin 2016 est une attaque terroriste à l'arme à feu perpétrée par 2 Palestiniens contre des civils attablés au café Max Brenner (en) du marché Sarona à Tel Aviv. L'attentat fait 4 tués et 7 blessés.

## Déroulé
Les terroristes, des cousins originaires de Yatta près de Hébron, avaient été signalés aux services de sécurité palestiniens comme étant absents de leur domicile deux jours avant l'attentat. Cela n'a pas éveillé la suspicion des services de sécurité car de telles informations sont reçues tous les jours et le temps écoulé depuis leur disparition était faible. Ils seraient entrés illégalement en Israël à travers une ouverture dans la clôture de sécurité dans la zone de Meitar-Tarqumia.
Le 8 juin 2016 à 21 h 4, les terroristes, habillés en costumes, arrivent au café Max Brenner, situé dans le complexe du marché Sarona à Tel Aviv. Ils inspectent la zone, s'installent sur des chaises en terrasse et commandent des desserts. À 21 h 27, ils se lèvent et se mettent à tirer sur les clients du café. Après un dysfonctionnement d'une des armes à feu, les terroristes prennent la fuite et se séparent,,.
Onze personnes ont été blessées par l'attentat. Quatre d'entre elles étaient dans un état critique et ont succombé à leurs blessures. Deux étaient gravement blessées, deux modérément blessées et quatre souffraient de blessures légères. Quatorze autres personnes, souffrant de symptômes de stress, ont été prises en charge sur le lieu de l'attentat et dans les hôpitaux.
À 21 h 40, un des terroristes est blessé et neutralisé par le tir d'un agent de sécurité de la station de radio publique Kol Israel et est emmené à l'hôpital Ichilov (en). Le second terroriste s'enfuit dans une rue à proximité, près de la cinémathèque de Tel Aviv. Il rencontre un policier, qui n'était pas en service, et lui demande un verre d'eau. Le policier, ne se doutant de rien, l'invite alors chez lui avant de courir vers le lieu de l'attentat pour aider les forces déjà sur place, laissant le terroriste chez lui avec sa famille. La famille tente de parler à ce dernier mais celui-ci ne répond pas, laissant apparaître des signes de stress. La femme du policier a affirmé ne pas avoir suspecté l'homme, pensant qu'il était une personne ayant fui les lieux. Quand le policier s'est rendu compte que le premier terroriste était habillé exactement comme l'homme qu'il avait invité, il se précipite vers sa maison et capture le terroriste, qui a tenté de s'échapper,.

## Victimes

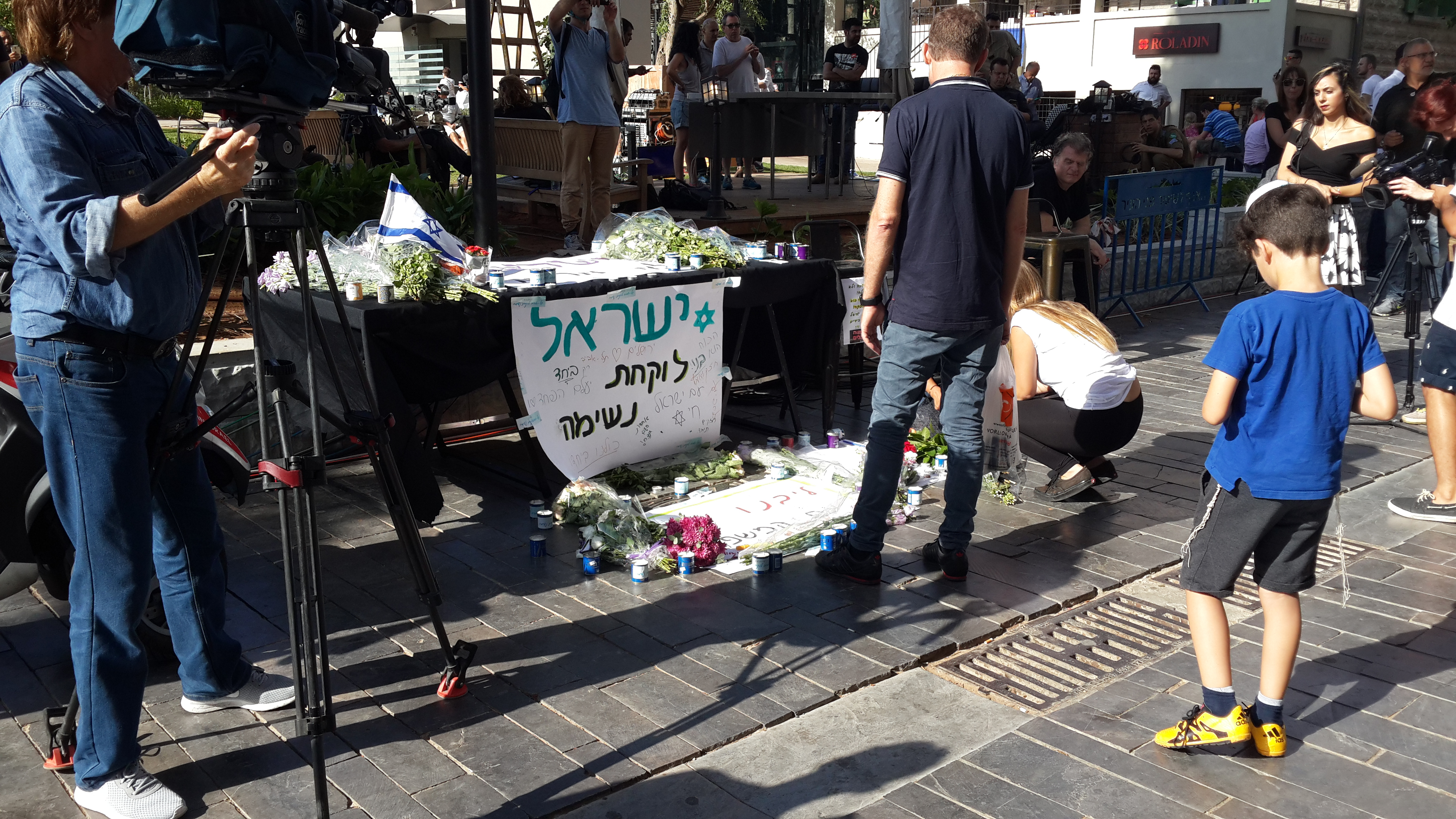
Mémorial de fortune érigé en hommage aux victimes de l'attentat, au lendemain de l'attaque.

Quatre citoyens israéliens ont été tués par l'attentat :
- Mila Mishayev, une femme de 32 ans de Rishon Letsion, a été blessée à la jambe mais a eu le temps d'appeler son fiancé pour lui raconter la scène avant de mourir d'hémorragie[13] ;
- Ilana Naveh, une femme de 39 ans de Tel Aviv qui était mère de 4 enfants[14] ;
- Ido Ben-Ari, un homme de 42 ans de Ramat Gan[15], était père de deux enfants. Sa femme a également été blessée pendant l'attaque. Ancien membre de l'unité d'élite Sayeret Matkal, il avait un poste important au sein de Coca-Cola Israël[16],[17] ;
- Michael Feige, un homme de 58 ans de Ramat Gan, qui était professeur à l'université Ben Gourion du Néguev (Beer-Sheva) en anthropologie et sociologie[16],[18].

## Auteurs de l'attentat
Les deux auteurs de l'attentat n'avaient pas de casier judiciaire et ont été arrêtés par la police israélienne à la suite de l'attaque. Un homme suspecté d'avoir collaboré avec les terroristes a été arrêté à Yatta le lendemain.
Les terroristes étaient tous deux membres du Hamas. Leur oncle, Taleb Mahmara, faisait partie de la faction armée du Fatah Tanzim. Il avait participé à un attentat qui avait tué quatre Israéliens au sud de Hébron en 2002 et prévoyait à l'époque d'organiser de nouvelles attaques. Il est arrêté et emprisonné en Israël.

## Réactions nationales

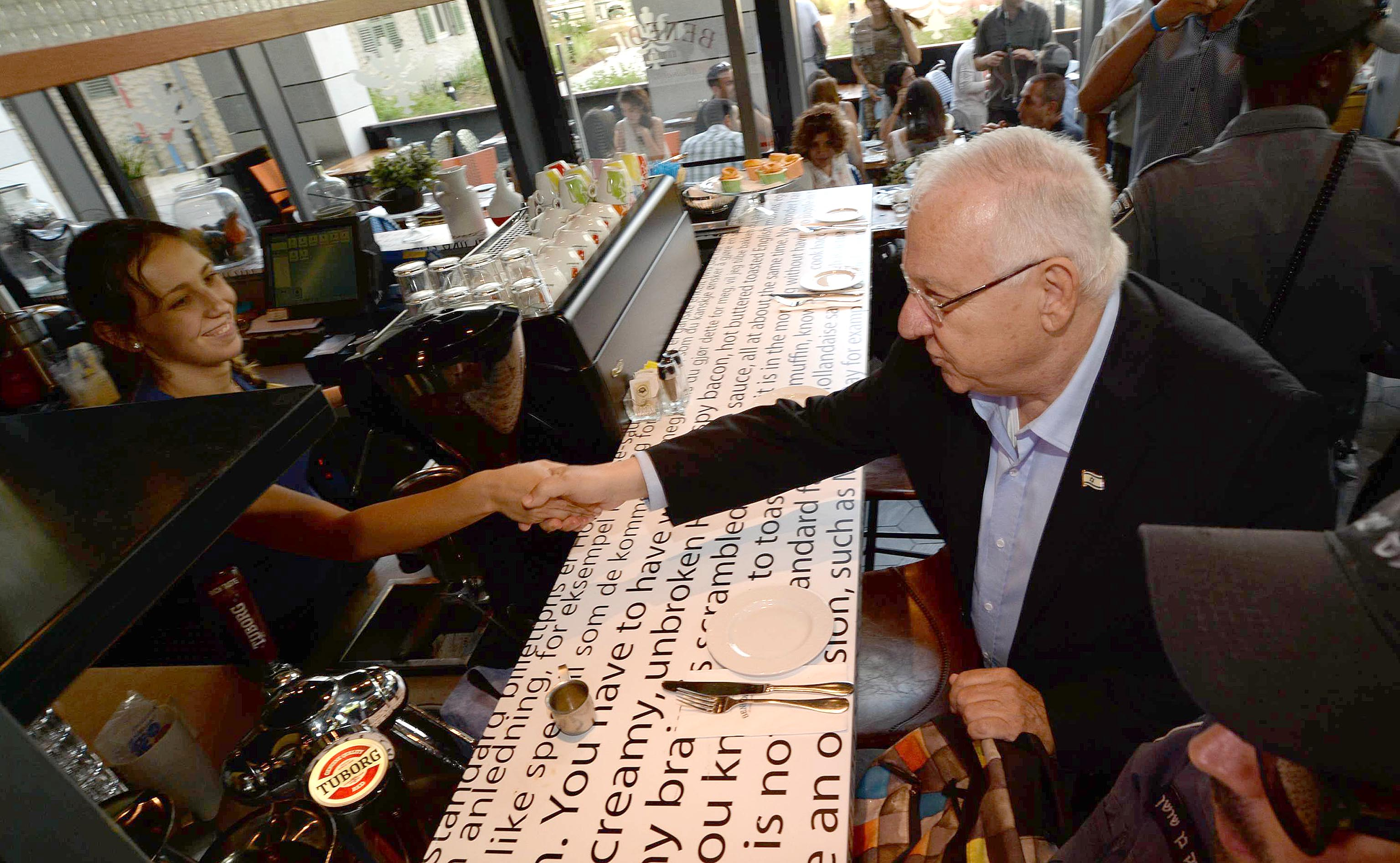
Le président israélien Reuven Rivlin sur place, au marché de Sarona, le jour après l'attaque.

Le Premier ministre d'Israël Benyamin Netanyahou, qui revenait d'un voyage diplomatique à Moscou au moment de l'attentat, s'est immédiatement dirigé vers le bâtiment du ministère de la Défense situé dans le quartier de la Kirya (en), près de Sarona. Il y a tenu une réunion de sécurité avec son ministre de la Défense, Avigdor Liberman, ainsi qu'avec le chef du Shin-Beth Nadav Argaman, afin de prendre des mesures « contre le problème très grave des fusillades ». Il a promis de « répondre […] avec résolution et intelligence » à ces attaques, même si elles posent un « défi ». Benyamin Netanyahou et Avigdor Liberman se sont rendus dès le lendemain matin sur les lieux de l'attentat. Le Premier ministre, qui s'est entretenu avec le commandant des forces de polices du district et l'agent de sécurité responsable de l'arrestation de l'un des terroristes, a déclaré : « un évènement tragique a eu lieu ici : un meurtre de sang-froid par des terroristes impitoyables ». Il a adressé ses condoléances « aux familles dont la vie a été bouleversée », souhaité « un bon rétablissement à ceux qui ont été blessés » et a fait l'éloge de la bravoure et la rapidité d'action d'un civil et d'un agent de sécurité qui, par leurs actions individuelles, ont sauvé plusieurs vies. Il a également loué le policier qui avait capturé et neutralisé l'un des terroristes,.
Le maire de Tel Aviv Ron Huldaï a déclaré penser que les véritables coupables de l'attaque n'étaient pas seulement les deux Palestiniens, mais l'« occupation » et le gouvernement israélien. Le ministre adjoint à la Défense Eli Ben-Dahan lui a répondu à l'occasion d'un discours donné à l'institut d'études sur la sécurité nationale (Israël) (en) : « je souhaite rappeler [à Ron Huldaï] que le terrorisme existait déjà ici-même il y a 100 ans, et qu'en 1929 [pendant le massacre d'Hébron] des Juifs ont été tués alors que l'État d'Israël n'existait pas. Il n'y avait même pas d'occupation ». Huldaï a plus tard clarifié sa position, affirmant qu'il ne soutenait en aucun cas les célébrations de la terreur par les Palestiniens ni leurs actions mais cherchait à mettre les choses en perspectives.

## Réactions internationales
L'Organisation des Nations unies a condamné l'attentat. Le secrétaire général Ban Ki-moon a publié un communiqué condamnant l'attentat, affirmant qu'« il n'y a aucune justification pour le terrorisme, ni pour la glorification de ceux qui commettent de tels actes ». Il se déclare « choqué que les dirigeants du Hamas aient choisi de saluer l'attaque et que certains aient choisi de le glorifier ». Il demande aux dirigeants palestiniens d'« assumer leurs responsabilités » et notamment de faire cesser « l'apologie du terrorisme qui alimente [cette violence] ». Le coordonnateur spécial des Nations unies pour le processus de paix au Moyen-Orient Nikolaï Mladenov s'est dit lui aussi « choqué de voir que le Hamas salue l'attentat terroriste de Tel Aviv. Les dirigeants doivent combattre la violence et l'incitation qui l'alimente, et non la tolérer ».
L'Union européenne a condamné l'attaque, publiant une déclaration affirmant : « les responsables de ces meurtres seront poursuivis en justice. Ceux qui saluent l'attaque seront condamnés »,.
De nombreux pays ont également condamné le massacre et exprimé leurs condoléances.
En France, le président de la République François Hollande a condamné « avec la plus grande force l'odieux attentat ». Il a déclaré dans un communiqué que « la France adresse ses condoléances aux familles des victimes et exprime son total soutien à Israël dans la lutte contre le terrorisme ». Une partie de la classe politique française a réagi. Alain Juppé, Nathalie Kosciusko-Morizet, Jean-François Copé ont affirmé leur solidarité avec le peuple israélien en déclarant tous trois : « Je suis Tel Aviv ». Plusieurs parlementaires, tels que Philippe Dallier, Meyer Habib ou Gilbert Collard, ont également condamné l'attaque. D'autre part, le délégué interministériel à la lutte contre le racisme et l'antisémitisme Gilles Clavreul, a saisi la justice pour apologie du terrorisme en visant Aya Ramadan, une militante des Indigènes de la République, qui avait publié sur son compte Twitter un message félicitant les deux terroristes : « Dignité et fierté ! Bravo aux deux Palestiniens qui ont mené l’opération de résistance à Tel Aviv. #FreePalestine »,.